# Notomys cervinus
Notomys cervinus és una espècie de mamífer rosegador de la família dels múrids. És endèmic d'Austràlia (Queensland i Austràlia Meridional). Els seus hàbitats naturals són les planes pavimentades o al·luvials. Està amenaçat per la depredació per gats ferals, guineus i rapinyaires. El seu nom específic, cervinus, significa ‘lleonat’ en llatí.